# Campo el Cardenal I
Campo el Cardenal I är en ort i Mexiko.   Den ligger i kommunen Culiacán och delstaten Sinaloa, i den västra delen av landet, 1 000 km nordväst om huvudstaden Mexico City. Campo el Cardenal I ligger 33 meter över havet och antalet invånare är 139.
Terrängen runt Campo el Cardenal I är platt. Runt Campo el Cardenal I är det ganska tätbefolkat, med 155 invånare per kvadratkilometer. Närmaste större samhälle är Culiacán, 10,0 km öster om Campo el Cardenal I. Trakten runt Campo el Cardenal I består till största delen av jordbruksmark.